# Dubové (Žilina)
Dubové (in ungherese Turóctölgyes, in tedesco Daun) è un comune della Slovacchia facente parte del distretto di Turčianske Teplice, nella regione di Žilina.